# Contrôle des investissements étrangers en France
Le Contrôle des investissements étrangers en France est une opération étroitement liée à la souveraineté nationale mais que le législateur français n'a souhaité encadrer qu'à partir du milieu du XXe siècle, par la loi de 1966. La procédure de contrôle des Investissements Étrangers en France (IEF) est alors allée en s'accroissant au fur et à mesure du temps sauf en 1996 où elle fut réduite. C'est à la Direction générale du Trésor qu'incombe la charge du contrôle des IEF.

## Mise en application de la loi
Les IEF entrent dans le champ d'action de la Direction générale du Trésor et sont régis par l'article L.151 du Code monétaire et financier.

## Évolution de la loi
Le texte de loi initial du contrôle des IEF date de la loi n° 66-1008 du 28 décembre 1966, dont l'objectif est de protéger l'industrie de défense. 
En 2014, Arnaud Montebourg, alors qu'il est Ministre de l'Économie et des Finances et qu'il vient de faire face au rachat controversé d'Alstom par General Electric, prend un décret qui allonge la liste des secteurs entrant dans le champ d'application de la loi sur le contrôle des IEF en y ajoutant l'énergie, la santé, l'eau, les transports et les télécommunications,.
La loi PACTE de 2019 va de nouveau allonger la liste des secteurs entrant dans le giron du contrôle des IEF : l'aérospatial, la cybersécurité, l'intelligence artificielle ou encore la robotique. La loi PACTE augmente aussi le seuil de participation au delà duquel un contrôle est effectué sur les IEF. Ce seuil, pour les sociétés non cotées en bourse, était de 33,33 % pour les investisseurs hors Union Européenne avant la loi PACTE et passe à 25 % avec l'application de cette .
En 2020 la crise du COVID a durci la contrôle des IEF. Celui-ci s'étend aux secteurs de la presse écrite et les services de presse en ligne d'information politique et générale, de la sécurité alimentaire, du stockage de l'énergie et des technologies quantiques, tandis que le seuil de contrôle est temporairement abaissé de 25 % à 10 %.
En 2024, le seuil de contrôle pour les investisseurs non européens est pérennisé à 10 %. Le panel des sociétés concernées s'agrandit et comporte désormais aussi bien les sociétés cotées que non cotées. De nouveaux secteurs économiques sont aussi inclus dans la loi comme les activités d’extraction, de transformation et de recyclage de matières premières critiques, la photonique ou les énergies bas carbone. L'objectif poursuivi par Bruno Le Maire, ministre de l'économie est de protéger la souveraineté et les intérêts fondamentaux de l'État.

## Contrôles IEF effectués
| Année | Nb contrôles | Opérations interdites | Opération autorisées sous conditions | Opération autorisées sans restriction |
| ----- | ------------ | --------------------- | ------------------------------------ | ------------------------------------- |
| 2017  | 137          |                       |                                      |                                       |
| 2018  | 184          |                       |                                      |                                       |
| 2019  | 216          |                       |                                      |                                       |
| 2020  | 275          |                       |                                      |                                       |
| 2021  | 328          | 204                   | 67                                   | 57                                    |
| 2022  | 325          | 194                   | 70                                   | 61                                    |